# 행운의 스튜디오
행운의 스튜디오는 대한민국의 KBS 2TV에서 방영된 예능 프로그램이다.

## 기획 의도
산업 근로자들의 협동심과 우정을 다지는 프로그램으로 근로자들이 직접 공익성이 강한 내용의 인기 연예인들의 출연하여 게임을 진행하는 형태로 산업 현장을 직접 찾아  노사화합을 다짐하는 시청자 공개 오락 프로그램이다.

## 방송 시간
| 방송 채널 | 방송 기간                           | 방송 시간                                               |
| KBS 2TV   |                                     |                                                         |
| --------- | ----------------------------------- | ------------------------------------------------------- |
| KBS 2TV   | 1984년 11월 11일 ~ 11월 18일        | 매주 일요일 오전 11시 50분 ~ 오후 1시 20분 (1시간 30분) |
| KBS 2TV   | 1984년 12월 2일                     | 매주 일요일 오전 11시 50분 ~ 오후 1시 20분 (1시간 30분) |
| KBS 2TV   | 1984년 11월 25일                    | 매주 일요일 오전 11시 40분 ~ 오후 1시 10분 (1시간 30분) |
| KBS 2TV   | 1984년 12월 9일 ~ 1985년 2월 17일   | 매주 일요일 오전 11시 30분 ~ 오후 1시 (1시간 30분)      |
| KBS 2TV   | 1985년 2월 24일 ~ 1985년 10월 6일   | 매주 일요일 오전 10시 ~ 11시 30분 (1시간 30분)          |
| KBS 2TV   | 1985년 10월 20일 ~ 1985년 10월 27일 | 매주 일요일 오전 10시 ~ 11시 30분 (1시간 30분)          |
| KBS 2TV   | 1985년 11월 3일                     | 매주 일요일 오전 10시 10분 ~ 11시 40분 (1시간 30분)     |
| KBS 2TV   | 1985년 10월 13일                    | 매주 일요일 오전 10시 20분 ~ 11시 50분 (1시간 30분)     |
| KBS 2TV   | 1985년 11월 10일 ~ 1986년 5월 25일  | 매주 일요일 오전 10시 40분 ~ 낮 12시 (1시간 20분)       |
| KBS 2TV   | 1986년 6월 1일 ~ 1987년 3월 1일     | 매주 일요일 오전 10시 50분 ~ 낮 12시 10분 (1시간 20분)  |
| KBS 2TV   | 1987년 5월 17일                     | 매주 일요일 오전 10시 50분 ~ 낮 12시 10분 (1시간 20분)  |
| KBS 2TV   | 1987년 5월 31일 ~ 1987년 6월 7일    | 매주 일요일 오전 10시 50분 ~ 낮 12시 10분 (1시간 20분)  |
| KBS 2TV   | 1988년 10월 9일                     | 매주 일요일 오전 10시 50분 ~ 낮 12시 10분 (1시간 20분)  |
| KBS 2TV   | 1989년 3월 5일                      | 매주 일요일 오전 10시 50분 ~ 낮 12시 10분 (1시간 20분)  |
| KBS 2TV   | 1989년 4월 2일 ~ 1989년 4월 30일    | 매주 일요일 오전 10시 50분 ~ 낮 12시 10분 (1시간 20분)  |
| KBS 2TV   | 1989년 6월 18일                     | 매주 일요일 오전 10시 50분 ~ 낮 12시 10분 (1시간 20분)  |
| KBS 2TV   | 1989년 7월 2일                      | 매주 일요일 오전 10시 50분 ~ 낮 12시 10분 (1시간 20분)  |
| KBS 2TV   | 1989년 7월 16일 ~ 1989년 7월 23일   | 매주 일요일 오전 10시 50분 ~ 낮 12시 10분 (1시간 20분)  |
| KBS 2TV   | 1989년 8월 13일                     | 매주 일요일 오전 10시 50분 ~ 낮 12시 10분 (1시간 20분)  |
| KBS 2TV   | 1987년 3월 8일 ~ 1987년 5월 10일    | 매주 일요일 오전 11시 ~ 낮 12시 20분 (1시간 20분)       |
| KBS 2TV   | 1987년 5월 24일                     | 매주 일요일 오전 10시 40분 ~ 낮 12시 (1시간 20분)       |
| KBS 2TV   | 1987년 6월 14일 ~ 1987년 10월 4일   | 매주 일요일 오전 11시 ~ 낮 12시 20분 (1시간 20분)       |
| KBS 2TV   | 1987년 10월 11일                    | 매주 일요일 오전 11시 20분 ~ 낮 12시 40분 (1시간 20분)  |
| KBS 2TV   | 1987년 10월 18일 ~ 1988년 7월 31일  | 매주 일요일 오전 11시 10분 ~ 낮 12시 30분 (1시간 20분)  |
| KBS 2TV   | 1988년 8월 14일                     | 매주 일요일 오전 11시 10분 ~ 낮 12시 30분 (1시간 20분)  |
| KBS 2TV   | 1988년 8월 21일                     | 매주 일요일 오전 11시 30분 ~ 낮 12시 40분 (1시간 10분)  |
| KBS 2TV   | 1988년 8월 7일                      | 매주 일요일 오전 11시 10분 ~ 낮 12시 50분 (1시간 40분)  |
| KBS 2TV   | 1988년 8월 28일 ~ 1988년 9월 11일   | 매주 일요일 오전 11시 10분 ~ 낮 12시 20분 (1시간 10분)  |
| KBS 2TV   | 1988년 10월 16일 ~ 1988년 10월 30일 | 매주 일요일 오전 10시 50분 ~ 낮 12시 20분 (1시간 30분)  |
| KBS 2TV   | 1988년 11월 27일                    | 매주 일요일 오전 10시 50분 ~ 낮 12시 20분 (1시간 30분)  |
| KBS 2TV   | 1989년 5월 7일 ~ 1989년 6월 11일    | 매주 일요일 오전 10시 50분 ~ 낮 12시 20분 (1시간 30분)  |
| KBS 2TV   | 1989년 7월 9일                      | 매주 일요일 오전 10시 50분 ~ 낮 12시 20분 (1시간 30분)  |
| KBS 2TV   | 1989년 7월 30일                     | 매주 일요일 오전 10시 50분 ~ 낮 12시 20분 (1시간 30분)  |
| KBS 2TV   | 1989년 8월 20일 ~ 1989년 10월 8일   | 매주 일요일 오전 10시 50분 ~ 낮 12시 20분 (1시간 30분)  |
| KBS 2TV   | 1988년 11월 6일 ~ 1988년 10월 30일  | 매주 일요일 오전 10시 50분 ~ 낮 12시 5분 (1시간 15분)   |
| KBS 2TV   | 1988년 11월 13일 ~ 1988년 11월 20일 | 매주 일요일 오전 10시 50분 ~ 낮 12시 (1시간 10분)       |
| KBS 2TV   | 1988년 12월 4일 ~ 1989년 2월 26일   | 매주 일요일 오전 10시 50분 ~ 낮 12시 (1시간 10분)       |
| KBS 2TV   | 1989년 3월 12일 ~ 1989년 3월 26일   | 매주 일요일 오전 10시 50분 ~ 낮 12시 (1시간 10분)       |
| KBS 2TV   | 1989년 6월 25일                     | 매주 일요일 오전 11시 10분 ~ 낮 12시 30분 (1시간 20분)  |
| KBS 2TV   | 1989년 8월 6일                      | 매주 일요일 오전 11시 20분 ~ 낮 12시 40분 (1시간 20분)  |
| KBS 2TV   | 1989년 10월 15일 ~ 1990년 4월 8일   | 매주 일요일 오전 11시 20분 ~ 낮 12시 50분 (1시간 30분)  |
| KBS 2TV   | 1990년 4월 15일 ~ 1990년 10월 28일  | 매주 일요일 오전 11시 30분 ~ 낮 1시 (1시간 30분)        |
| KBS 2TV   | 1991년 1월 6일 ~ 1991년 2월 24일    | 매주 일요일 오전 11시 30분 ~ 낮 1시 (1시간 30분)        |
| KBS 2TV   | 1991년 3월 10일 ~ 1991년 4월 21일   | 매주 일요일 오전 11시 30분 ~ 낮 1시 (1시간 30분)        |
| KBS 2TV   | 1990년 11월 4일 ~ 1990년 12월 23일  | 매주 일요일 오전 11시 30분 ~ 낮 1시 5분 (1시간 35분)    |
| KBS 2TV   | 1991년 3월 3일                      | 매주 일요일 오전 11시 30분 ~ 낮 1시 5분 (1시간 35분)    |
| KBS 2TV   | 1991년 3월 17일 ~ 1991년 4월 21일   | 매주 일요일 오전 11시 30분 ~ 낮 1시 5분 (1시간 35분)    |
| KBS 2TV   | 1990년 12월 30일                    | 매주 일요일 낮 12시 10분 ~ 1시 50분 (1시간 40분)        |
| KBS 2TV   | 1991년 4월 28일                     | 매주 일요일 11시 20분 ~ 1시 5분 (1시간 45분)            |
| KBS 2TV   | 1991년 5월 5일                      | 매주 일요일 11시 5분 ~ 12시 45분 (1시간 40분)           |
| KBS 2TV   | 1991년 5월 12일                     | 매주 일요일 11시 20분 ~ 1시 (1시간 40분)                |
| KBS 2TV   | 1991년 5월 19일                     | 매주 일요일 11시 25분 ~ 1시 5분 (1시간 40분)            |
| KBS 2TV   | 1991년 5월 26일 ~ 1992년 4월 5일    | 매주 일요일 10시 50분 ~ 12시 30분 (1시간 40분)          |
| KBS 2TV   | 1992년 4월 12일 ~ 10월 4일          | 매주 일요일 12시 10분 ~ 1시 50분 (1시간 40분)           |

## 역대 진행자

### 메인 MC
- 황인용 (1984년 11월 11일~1985년 11월 3일/1988년 6월 12일~1989년 3월 5일)
- 이창호 (1985년 11월 10일~1988년 6월 5일/1989년 3월 12일~1991년 2월 3일/1991년 10월 13일~1992년 10월 4일)
- 서기철, 이금희 (1991년 2월 10일~1991년 10월 6일)

### 보조진행자
- 김은숙, 장희숙 (1986년 11월 3일~1986년 12월 28일
- 장희숙, 윤태영 (1987년 1월 4일~1987년 3월 1일)
- 장희숙, 최종희 (1987년 3월 8일~1987년 5월 10일)

## 논란
1988년 12월 11일 방송된 프로그램에 출연한 한강모피 의회 사자랑 코너를 통해 모피의류 판매점 전경. 여성 고객들의 모피의류를 고르는 장면들을 무절제하게 방송 비판을 받았다.
다음 해인 1989년 1월 9일에는 행운의 스튜디오 제작진에게 방송을 통해 시청자들에게 공개 사과 방송을 하였다. 이를 통해 방송심의소위원회에 출석한 프로듀서는 제작상의 잘못을 시인하고 KBS 내에서도 상품 CF처럼 제작된 이 프로가 문제점을 지적받았다고 밝혔다.

## 같이 보기
- MBC 일요 큰잔치